# Altpreußisches Infanterieregiment No. 27 (1806)
Infanterieregiment No. 27 war ein altpreußisches Regiment zu Fuß, das 1715 unter König Friedrich Wilhelm I. aus schwedischen Kriegsgefangenen gebildet wurde. Es hatte seine Standorte in der Altmark.

## Garnison, Ersatz und soziale Verhältnisse
Das Regiment lag mit sieben Kompanien in Stendal, mit fünf Kompanien in Gardelegen. Den Ersatz des Regimentes lieferten die Kreise Stendal, Salzwedel, Tangermünde, Arendsee. Die Soldaten lagen wie im 18. Jahrhundert üblich nicht in Kasernen, sondern in Privatquartieren, wo sie auf Grund des geringen Solds auch Nebentätigkeiten nachgehen mussten.

## Beurteilung
Das Regiment wird in der Literatur als ein im Siebenjährigen Krieg durchschnittlich gutes Regiment beschrieben. Gerade in der Anfangsphase des Krieges erhielt es zahlreiche Orden, wurde aber in der Schlacht von Breslau fast aufgerieben. In der Folge fiel das Regiment nicht mehr auf, wurde aber vom Friedrich II. nach dem Krieg gelobt: „avanciert haben sie immer gut“.

## Verbleib und Nachfolge
Das Regiment stand 1806 beim Corps Blücher und ging mit diesem unter.

## Uniform, Ausrüstung
Das Regiment trug Mitte des 18. Jahrhunderts eine blaue Uniform mit roten Aufschlägen. Auf dem roten Buschaufschlag und den runden offenen Ärmelaufschlägen befand sich die für das Regiment typische "schlangenartig" besetzte weiße Borte. Die Mütze der Grenadiere war weiß-rot mit einem rot-gelben Püschel. Die Regimentsfahne war dunkelblau mit roten und gelben Flammen.